# Кункен
Кунке́н (исп. Conquián) — карточная игра, возникшая в Мексике в XVII веке и имеющая несколько разновидностей.

## Правила
В кункен могут играть от двух до шести (теоретически – до восьми) игроков двумя полными (с джокерами) колодами по 52 карты. Каждый играет только за себя.
Цель игры состоит в том, чтобы выкладывать свои карты на стол определёнными комбинациями.
Задача игры заключается в том, чтобы первому избавиться от всех карт на руках. Она осуществляется путём взятия и сбрасывания карт и составления комбинаций из карт, имеющихся на руках.
Игра ведётся до определённого числа очков, полученных в минус (чаще до 100).
В начале игры определяется сдающий, потом становятся сдающими по очереди (есть разновидность, при которой далее раздаёт тот, у кого в последнем розыгрыше было набрано наименьшее количество очков).

## Ход игры
Игрокам раздаётся по 12 карт (есть разновидности со сдачей 10 или 13 карт).
Одна карта кладётся сдающим рядом с колодой, эта карта определяет начало банка.

Если игра не завершилась, а колода закончилась, банк переворачивается вверх «рубашкой» и объявляется колодой, а первая сброшенная карта – началом нового банка.
Если у кого-то из игроков при сдаче на руках оказывается 3 дубля (то есть карты одного ранга и масти или три джокера), то объявляется пересдача.
Начинает игру игрок, сидящий слева от сдающего, он может взять 1 верхнюю карту из колоды.
Можно также взять из банка 1 последнюю карту, однако использовав её только для немедленной выкладки.
Выкладкой называется выложенная комбинация общей суммой не менее 40 очков (в некоторых разновидностях – 50 очков).
В некоторых разновидностях разрешается брать, начиная с карты, вошедшей в комбинацию игрока при выкладке. При этом прочие карты, взятые вместе с банком, могут быть использованы для образования и выкладки дополнительных комбинаций, либо для дополнения комбинаций других игроков или просто остаются на руках взявшего.
Одну лишнюю карту игрок обязательно сбрасывает в банк (после чего он не играет до своего хода), что является сигналом для хода следующего игрока. Играть вне своего хода нельзя.
Кроме того, только наличие выкладки позволяет игроку 

- выкладывать свои дальнейшие комбинации (уже любой суммы),
- дополнять комбинации в выкладках партнёров (при этом комбинации из 4-х карт одного ранга из всех мастей не дополняются),
- менять джокеров в выкладках партнёров на карту, которую они заменяют (в комбинациях по рангу – это 2 недостающие масти).

После окончания игры число оставшихся на руках карт записывается в минус (каждый джокер удваивает это число).
Есть разновидность, при которой джокеры на руках дают по 10 (11, 12) очков в минус.

Если игрок проводит все операции за один ход и избавляется от всех своих 12 карт (выкладки, дополнения, сброс последней карты), это называется «экспресс», он засчитывается с удвоением имеющихся карт на руках у проигравших. В некоторых разновидностях игры «экспресс» может быть только при отсутствии имеющихся выкладок.

### Комбинации
Комбинации бывают двух типов: по рангу и по масти. Выкладываются не менее трёх карт одинакового достоинства (такая комбинация может быть дополнена до четырёх карт, то есть всех мастей; выкладка «дублей» запрещена) или не менее трёх карт подряд по возрастанию или убыванию в одной масти.
Допускается выкладка масти „по кругу" (то есть король-туз-двойка или туз-двойка-тройка).

Джокер заменяет любую карту, однако число джокеров не должно составлять бо́льшую часть комбинации.
Очки:
- Картинки - 10 очков
- Туз – если в комбинации с картинками, то 10 очков, если без них (то есть туз-два-три), то 1 очко
- Числа – по номиналу.
- Джокеры – в зависимости от ранга карты, которую они заменяют.

Есть разновидность, при которой очки подсчитываются иначе:
- Любые картинки – 10 очков,
- Любые числа – 5 очков,
- Джокеры – в зависимости от ранга карты, которую они заменяют.